# Ув'язнений в гаремі
Ув'язнений в гаремі (англ. A Prisoner in the Harem) — американська драма режисера Герберта Блаше 1913 року.

## Сюжет
Жінку продали як наречену до місцевого раджи, але її рятує коханий зі своїм вірним тигром.

## У ролях
- Розіта Марстіні — Тора
- Пол Саблон — Акбар
- Дарвін Карр — Раджа
- Фрауні Фраутхольц — скупий